# Orneau
De Orneau is een rivier in de Belgische provincie Namen. Ze is een zijrivier van de Samber en heeft een lengte van 25 kilometer. De Orneau behoort tot het stroomgebied van de Maas.

## Geografie
De Orneau ontspringt in de buurt van het dorp Meux, een deelgemeente van La Bruyère. Daarna stroomt ze verder door de dorpen Grand-Leez en Sauvenière om vervolgens door het stadscentrum van Gembloers te stromen waar ze bijna volledig overwelfd is.
De rivier stroomt verder door de dorpen Grand-Manil, Mazy. De grot van Spy bevindt zich verderop op de linkeroever van de Orneau. Daarna stroomt ze het dorp Onoz binnen waar ze langs de voet van het kasteel van Mielmont passeert. Eveneens in Onoz staat een watermolen die in 1997 werd beschermd als monument.
Ten slotte stroomt de Orneau door Jemeppe-sur-Sambre en mondt ze even verder uit in de Samber.